# Еърбъс A319
Еърбъс А319 (на английски: Airbus A319) е част от моделното семейство Airbus A320, произвеждани от европейския консорциум Airbus SAS. Пътническият капацитет на А319 е до 140 души, а максималното разстояние което може да измине е 6900 km. 
А319 е скъсена версия на А320 и за първи път е въведен в експлоатация през 1995. Необходимият лиценз за управление на самолета е същият като за останалите самолети от семейството на А320, което премахва нуждата от специален трейнинг.
Към 12 май 2017 г., 1457 самолета А319 са произведени и доставени от които 1437 са в употреба. Нискобюджетният превозвач „EasyJet“ има най-голямата флотилия от А319, оперирайки със 143 самолета.
Габаритите на самолета са 11,76 m височина, дължина (от носа до опашката) 33,84 m и размах на крилете 35,80 m. 